# 福克斯道
福克斯道（英文：Fox Drive）是一條位於加拿大亞伯達省愛德蒙頓西南區域的短程快速道路。

## 鄰近設施
- 阿爾弗勒德野生中心 (Alfred H. Savage Centre)[3]
- 塔勒斯球
- 愛德蒙頓堡公園

## 資料來源
1. ↑  . Maps.edmonton.ca.   [June 23, 2009]. （原始内容存档于2023-06-30）.
2. ↑  Google Inc.  (地图). Google Inc. April 18, 2018  [April 18, 2018].
3. ↑  . 20210515.